# Tiszasziget
Tiszasziget ist eine ungarische Gemeinde im Kreis Szeged im Komitat Csongrád-Csanád. Sie liegt ungefähr acht Kilometer südlich von Szeged, vier Kilometer östlich der Theiß und ein Kilometer nördlich der Grenze zu Serbien.

## Geschichte
Bis 1955 trug die Gemeinde den Namen Ószentiván.

## Gemeindepartnerschaften
- Dumbrava, Rumänien
- Sajan, Serbien
- Surbo, Italien
- Țipari, Rumänien

## Sehenswürdigkeiten
- Lajos-Kossuth-Büste, erschaffen von Györgyi Lantos
- Römisch-katholische Kirche Páduai Szent Antal, erbaut 1913
- Skulptur eines Bären (Mackó-szobor), erschaffen 1967 von Katalin Samu
- Szent-István-Statue (Szent István-szobor), erschaffen von Bonaventura Serban
- Weltkriegsdenkmal (I. és II. világháborús emlékmű), erschaffen von István Lipót Gách

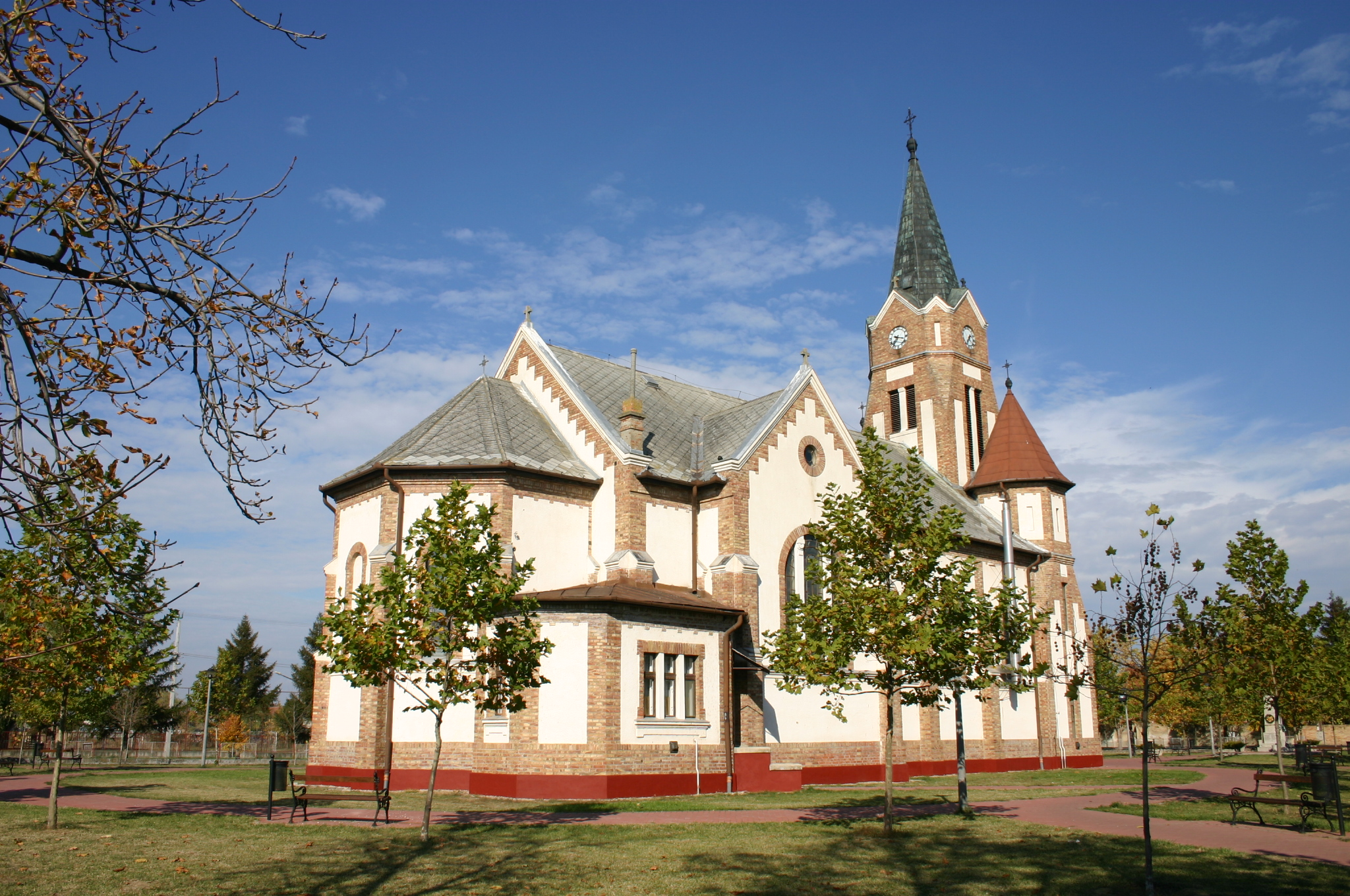
Röm.-kath. Kirche Páduai Szent Antal
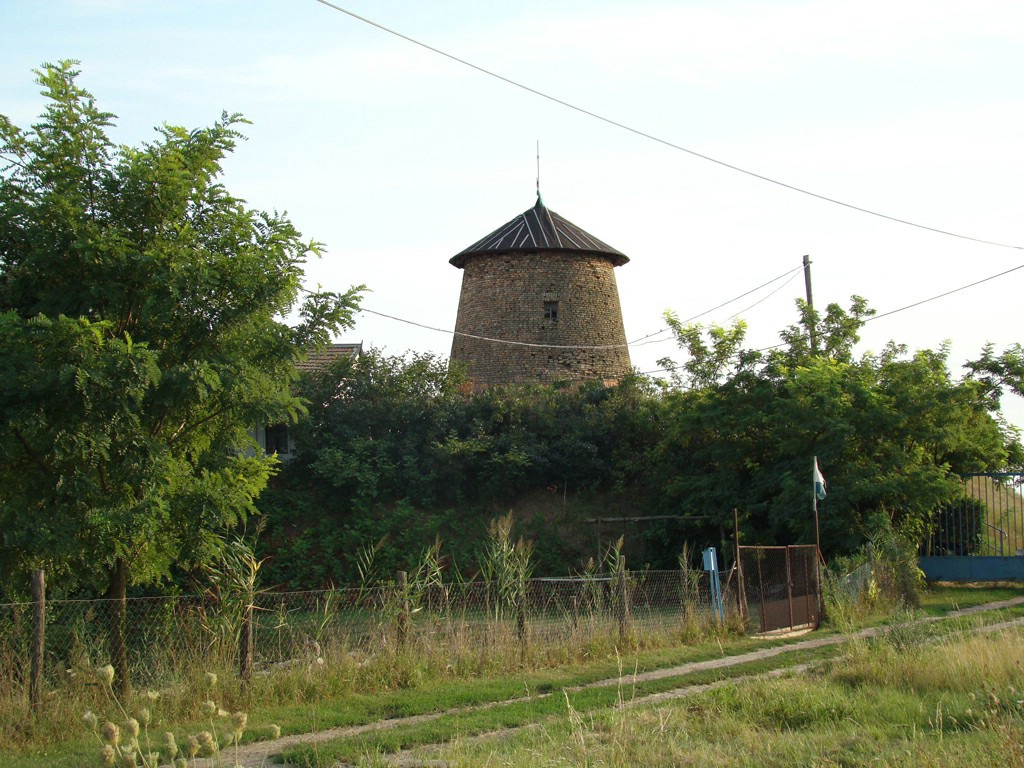
Ehemalige Windmühle
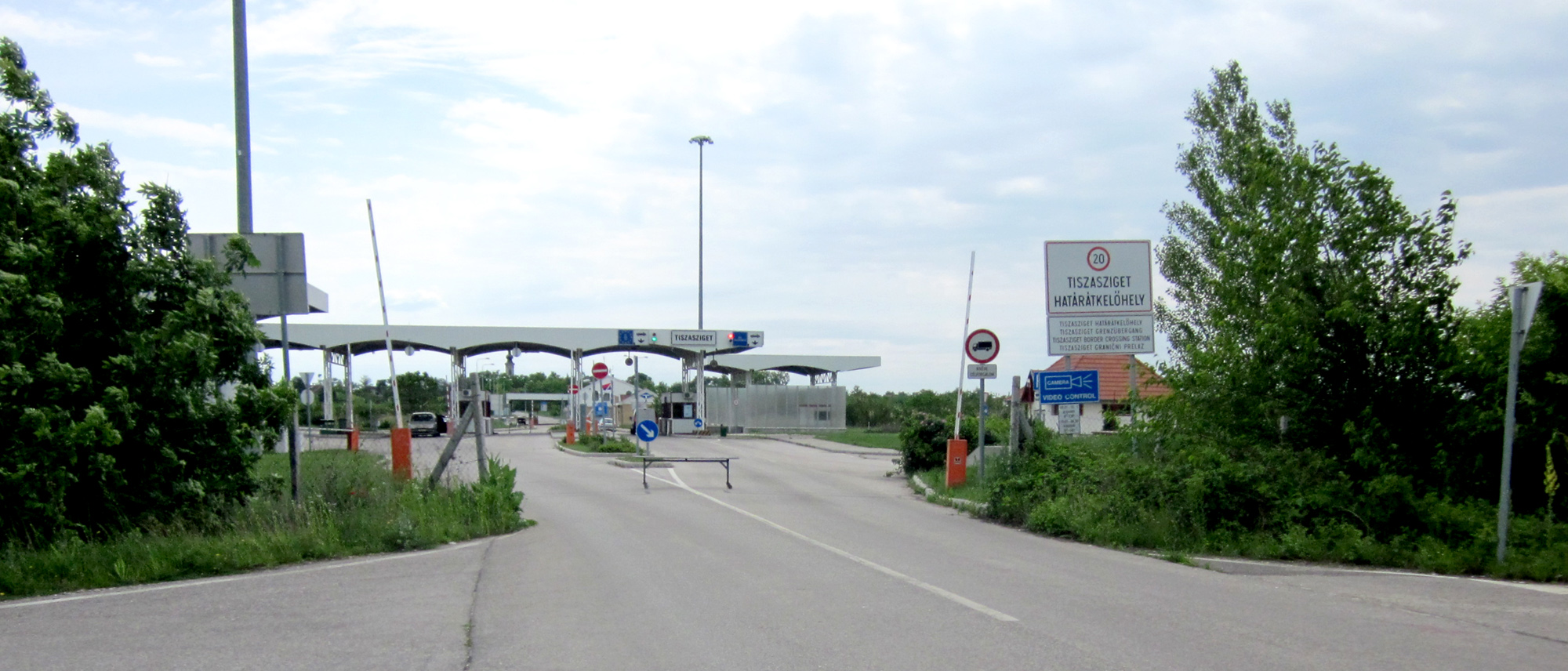
Grenzübergang nach Đala (Ђала) in Serbien

## Verkehr
Durch Tiszasziget verläuft die Landstraße Nr. 43015. Die Landstraße Nr. 43014 führt zum Grenzübergang nach Serbien. Der nächstgelegene Bahnhof befindet sich ungefähr vier Kilometer nördlich in Szőreg. Durch Tiszasziget führt ein Fahrradweg von Szeged in die serbische Stadt Novi Kneževac.